# 泰度
泰度（Tito Okello）是一位生於烏干達的足球運動員，司識前鋒，曾效力澳門賓菲加體育會。
2015年，泰度加入坦桑尼亞聯賽的Africa Lyon足球隊。2016年，他加盟了SC Villa和BUL FC足球隊。在2016年泰度在坦桑尼亞聯賽射入了8球，分別為Africa Lyon射入5球和為Mbeya City射入3球。2017年，泰度回歸烏干達足球聯賽。2017年7月27日，KCCA宣佈簽入泰度。
2018年1月18日，為KCCA射入了5球的泰度表示由於KCCA違約，因此已經決定離隊。同日，包攬澳門甲組足球聯賽、足總盃及七人小球錦標賽冠軍的澳門賓菲加在2018年度賽季重新起步，並在冠軍班底上，簽入烏干達年輕球員泰度等球員衝擊2018年亞洲足協盃。
2018年1月20日，賓菲加藉著新加盟的泰度一傳一射，以2比1反勝有張健聰首先入球的德晉加義，搶得重要首勝。2月4日，澳門甲組足球聯賽兩強相遇，由賓菲加硬撼澳科鄒北記，陳敏右路直傳給泰度，後者冷靜射尾柱入網，開賽一分鐘便為賓菲加打開紀錄。臨完場前鄒北記防線再度犯錯，被泰度單刀推過龍門後射入，今場賽事梅開二度，為賓菲加鎖定4：1勝局。
2018年8月6日，泰度重返烏干達足球聯賽，簽約加盟Vipers SC。不過由於他在加盟澳門賓菲加時曾經否定自己的職業足球員身份，所以重新參加職業聯賽有障礙。
肯雅足球超級聯賽的哥馬希亞 (Gor Mahia F.C.)。
伊朗職業足球聯賽的柏簡足球會。

## 國際賽生涯
泰度效力南蘇丹國家足球隊，在2021年非洲國家盃外圍賽對烏干達射入十二碼，替南蘇丹奠定勝利。唯球隊未能晉級決賽周。

## 外部連結
- Tito Okello （页面存档备份，存于） Vipers SC球員簡介
- Tito Okello （页面存档备份，存于）